# Лысенко, Александр Вячеславович
Александр Вячеславович Лысенко (род. 25 мая 1964, Москва) — советский и российский хоккеист, защитник. Мастер спорта СССР.

## Биография
Воспитанник московского «Спартака». В чемпионате СССР играл за команды «Спартак» (1983/84 — 1985/86), «Салават Юлаев» Уфа (1986/87), «Крылья Советов» Москва (1987/88 — 1991/92). В сезонах 1991/92 — 1992/93 выступал за хорватский «Медвешчак». Проведя один матч в чемпионате МХЛ 1993/94 за «Крылья Советов», перешёл в словацкий «Зволен». Проведя там один сезон, завершил профессиональную карьеру. В 2000—2004 годах играл за любительский «Экспостроймаш» Москва.
Участник матчей «Крыльев Советов» против клубов НХЛ 1989/1990.
Бронзовый призёр чемпионата Европы среди юниорских команд 1982. Чемпион мира среди молодёжных команд 1984.
Серебряный призёр чемпионата СССР (1984), бронзовый призёр (1989, 1991).